# Trigonostigma espei
Trigonostigma espei – gatunek słodkowodnej ryby z rodziny karpiowatych (Cyprinidae). Hodowana w akwariach.

## Występowanie
Azja: Tajlandia i południowa Kambodża.

## Opis
Samiec osiąga rozmiary około 2,5 cm długości standardowej.
| Zalecane warunki w akwarium | Zalecane warunki w akwarium |
| --------------------------- | --------------------------- |
| Temperatura wody            | 23–28 °C                    |
| Twardość wody               | do 12°n                     |
| Skala pH                    | 6,0–6,5                     |